# Cymbacha saucia
Cymbacha saucia là một loài nhện trong họ Thomisidae.
Loài này thuộc chi Cymbacha. Cymbacha saucia được Ludwig Carl Christian Koch miêu tả năm 1874.

## Hình ảnh

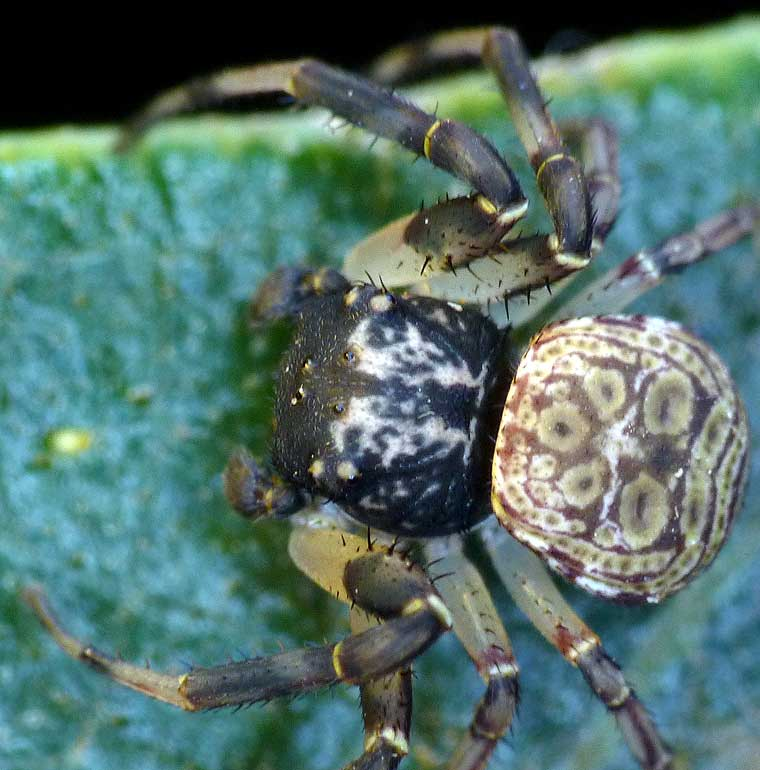
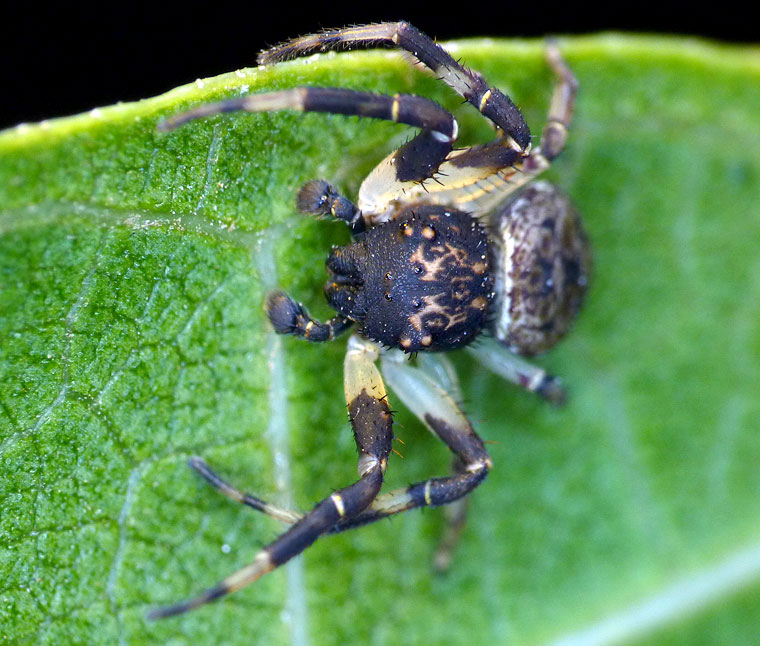
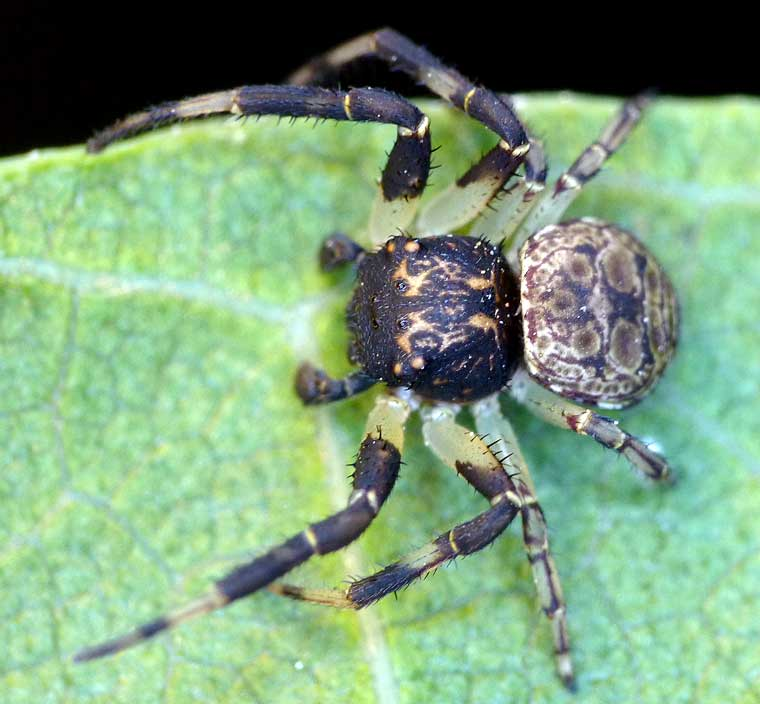